# Eurytoma caraganae
Eurytoma caraganae är en stekelart som beskrevs av Nikol'skaya 1952. Eurytoma caraganae ingår i släktet Eurytoma och familjen kragglanssteklar. Inga underarter finns listade i Catalogue of Life.